# 프랑크 리베리
프랑크 앙리 피에르 리베리(프랑스어: Franck Henry Pierre Ribéry, 1983년 4월 7일~)는 프랑스의 은퇴한 축구 선수로, 포지션은 윙어였다.
특징은 "빠른 속도, 에너지, 기술, 그리고 정확한 패스"로 알려져 있다. 리베리는 "빠르며, 까다롭고, 놀라운 드리블 능력을 소유하며, 볼터치가 좋은" 선수로 묘사된다. 바이에른 입단 후, 그는 프랑스 최고의 월드 클래스 선수로 알려지게 되었다. 이 수식어는 이전에 지네딘 지단에게 붙었으며, 리베리는 자신의 우상이자 선배인 지단으로부터 "프랑스 축구의 보석"이라 불렸다.
리베리는 1989년에 고향 클럽인 콩티 불로뉴의 유소년팀에서 축구에 입문하였다. 그는 이곳에서 7년간 활동한 후 프로구단 릴 OSC에 합류하였으나, 적응에 어려움을 겪으며 3년 만에 클럽을 나왔다. 1999년, 리베리는 US 불로뉴에 입단하였고, 그는 이곳에서 2년을 보냈다. 아마추어 리그에 속한 2개의 클럽인 올랭피크 알레스와 스타드 브레스트 29에서 2년을 더 보낸 뒤인 2004년, 리베리는 리그 1에 속한 FC 메스의 일원이 되었다. 6개월 뒤, 리베리는 2005년 1월에 터키의 갈라타사라이 SK로 이적하였고, 이곳에서 튀르키예 쿠파스 우승을 하였다. 갈라타사라이에서의 6개월 후, 그는 논란의 여지를 남기며 프랑스 무대의 올랭피크 드 마르세유로 이적하였다. 리베리는 2년간 마르세예즈(Marseillais)의 쿠프 드 프랑스 결승행에 큰 공을 세웠다. 2007년, 리베리는 독일 클럽 FC 바이에른 뮌헨에 당시 클럽 역대 최고 이적료인 €25M의 가격에 이적하였다. 2007-08 시즌, 바이에른은 더블을 달성하였고, 그로부터 2년 뒤인 2009-10 시즌에도 같은 업적을 달성하였다. 2010년에는 국내 더블 외에도 팀의 UEFA 챔피언스리그 결승행을 이끌었으나, 징계로 인해 결장하였다.
리베리는 프랑스 국가대표이다. 그는 성인팀 데뷔 이전 프랑스의 U-21 대표팀 경기에 출전했었다. 이후 성인대표팀에서 리베리는 프랑스를 대표로 2차례의 FIFA 월드컵과 2차례의 UEFA 유럽 축구 선수권 대회에 출전하였다. 2006년 5월, 그는 멕시코를 상대로 국가대표팀 경기에 처음으로 출전하였다. 2006년 FIFA 월드컵에서 리베리는 스페인을 상대로 첫 국가대항전 골을 득점하였고, 이탈리아를 상대로 한 결승전에도 출전하였다. 개인적으로 리베리는 프랑스 올해의 축구 선수로 두 차례 선정되었고, 독일 올해의 축구 선수로도 선정되었는데, 양쪽에 모두 지명된 경우는 그가 처음이었다. 그는 UEFA 올해의 팀에도 들었고, UNFP 올해의 신인 선수상도 받았다.

## 성장과정과 사생활
파드칼레 (Pas-de-Calais), 불로뉴쉬르메르 출신으로, 리베리는 빈곤층이 밀집한 도시의 달동네에서 자랐다. 그는 2세 때, 가족과 함께 탄 차가 고향에서 트럭과 충돌한 적이 있다. 리베리는 얼굴에 심각한 중상을 당하였고, 그 결과 100회 이상을 꿰매는 치료를 받아 지금까지도 오른쪽 얼굴에 2줄의 긴 흉터가 남아 있다. 2003년에 스타드 브레스트 29에 입단하기 전, 그는 아버지와 함께 공사장 노동자로 일하였고, 지금 리베리는 이 때를 "배우는 경험"이라고 한다. 리베리의 남동생 프랑수아 또한 축구선수로 활동하고 있는데, 그는 프랑스의 여러 아마추어 클럽에서 활동하였다. 프랑수아는 샹피오나 나시오날의 아비롱 바요네 FC 소속이다. 리베리의 아내 와히바는 알제리계 프랑스인으로, 두 부부는 슬하에 1남2녀를 두고 있다. 리베리는 이슬람교로 개종하였다. 그는 개종하면서 빌랄 유수프 모하메드라는 이슬람명을 얻었다.

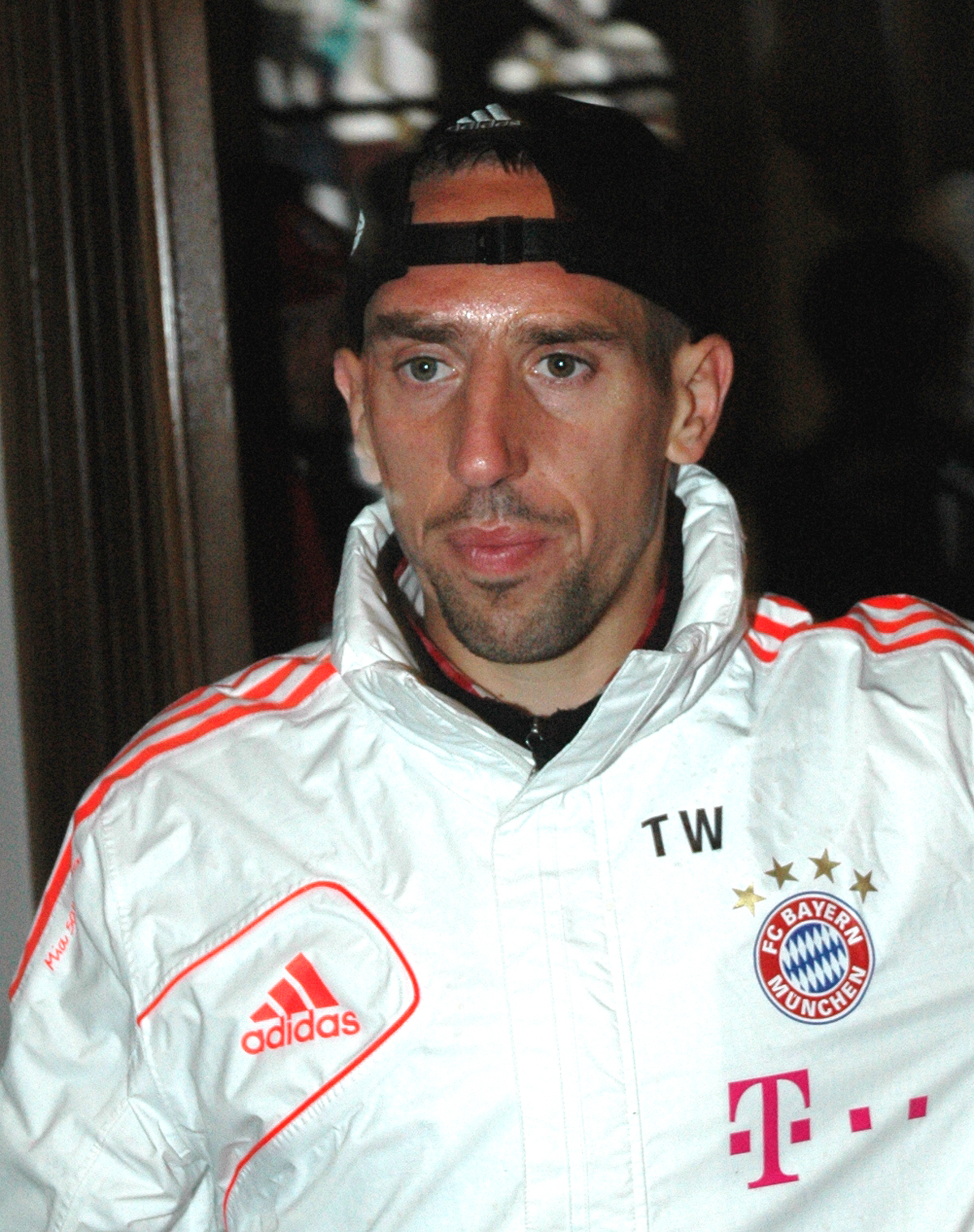
2013년의 리베리

국가대표에 입성한 후, 리베리는 여러 홍보 캠페인에 참가하였다. 2008-09 시즌 동중, 그는 국가대표팀 동료 카림 벤제마와 더불어 비디오게임 FIFA 09의 프랑스판 표지 모델로 촬영하였다. 리베리는 미국 스포츠용품 회사인 나이키의 협찬을 받으며 주로 머큐리얼 베이퍼 신발을 착용한다. 그는 이 브랜드의 TV광고로 자주 출연하였고, 2007-08 시즌 도중, 그는 한때 프랑스의 디레 8 (Direct 8)에서 방영되던 "프랑크 리베리 쇼"에 출연하였다. 나이키의 협찬을 받은 이 쇼의 내용은 프랑크 리베리가 여러 촌극에 등장하는 버라이어티 쇼였다. 2010년 5월 25일, 27×30m2의 리베리 광고판이 2010년 FIFA 월드컵을 앞두고 고향 불로뉴쉬르메르에 공개되었다. 이 광고판을 통해 리베리는 지네딘 지단이 현역 시절 마르세유에 비슷한 광고판을 세웠을 때와 비슷한 존경을 받았다. 이 광고판을 세우는 계획은 처음에 기각되었는데, 이는 리베리의 미성년 매춘부와의 관계 주장으로 인한 명예 실추 가능성 때문이었다. 그러나, 처음에 광고판 세우기를 반대하던 노르파드칼레 지역의회는 나중에 광고판 세우는 것을 허락하였다. 이 광고판은 리베리의 협찬 기업인 나이키가 FIFA 월드컵 동안 세워놓기 위해 존재하였다.
2010년 4월 18일, 프랑스 TV 채널 M6는 프랑스 국가대표팀의 선수 4명이 파리의 나이트클럽에 숨어 있는 매춘 장소에 들어가 난교한 것에 대해 조사가 착수되었고, 일부 매춘녀는 미성년자일 가능성이 있다고 보도하였다. 이를 취재한 기자는 2명의 선수들은 벌써 판사 앙드레 당도와 다수 장관으로부터 심문을 받은 것을 목격했다고 하였다. 이 보도내용에서 두 선수들 중 한 명은 "해외의 대형 클럽에서 활동"하며 다른 한 명은 "프랑스 르 샹피오나에서 활동"한다고 언급하였다. 조금 뒤, 이 두 선수들은 리베리와 시드네 고부로 밝혀졌다. 당도 판사와의 기자회견에서, 리베리는 즉시 매춘부와의 관계를 인정하였으나, 관계를 맺기 시작할 때 그녀가 미성년자라는 사실을 모르고 있었다고 하였다. 4월 29일, 국립 스포츠 총리 라마 야드는 처음에 공개적으로 견해를 밝히길 거부하였으나, 나중에 수사를 받는 선수들은 프랑스 국가대표에 차출될 수 없다고 못박았다. 다음 날, 사법부는 리베리가 수사 대상에서 제외되었다고 하였고, 그에 따라, 2010년 FIFA 월드컵에 출전 가능하게 되었다. 7월 20일, 파리 경찰은 판사에게 질문을 하였고, 그 질문 후, 당도 판사는 "미성년 매춘 행위"에 대해 기소하였다. 2011년 11월, 검찰은 당시 16세의 자히아 데하르라는 것을 의식하지 못한 리베리와 벤제마의 차출 금지에 반대하였다.

## 클럽 경력

### 초기 경력
리베리는 6세 때 아마추어 클럽 FC 콩티 드 불로뉴-쉬르-메르의 유소년팀에 입단하며 축구를 시작하였다. 그로부터 7년이 흐른 후인 1996년, 그는 당시 디비시옹 2에 속해있던 프로 클럽 릴 OSC의 유소년팀 일원이 되었다. 릴에서, 리베리는 운동을 잘하였으나, 학업과 태도에 문제를 일으켰고, 그에 따라 그는 릴에서 방출되었다. 2012년, 바이에른이 챔피언스리그에서 친정클럽 릴을 상대하기 전에 있었던 기자회견에서, 리베리는 이전부터 "너무 작다"는 이유로 보드진들이 전부터 그의 방출을 원하였는데, 마침 팔꿈치를 부상당하면서 릴의 유소년 아카데미에서 방출되었다고 설명하였다. 릴을 떠난 후, 리베리는 그의 고향으로 귀향하여 시내에서 가장 큰 클럽인 US 불로뉴에 입단하였다. 리저브 팀에서 1년을 보낸 후, 리베리는 성인팀 일원으로 승격되었다. 이후, 이어지는 불로뉴 성인팀의 첫 시즌에 리베리는 4경기 출장에 그쳤는데, 당시 샹피오나 드 프랑스 아마퇴르 (프랑스 4부 리그) 에 속해 있던 불로뉴는 3부 리그인 샹피오나 나시오날로 승격되었다. 이어지는 시즌에 리베리는 25번의 리그 경기에 출전하며 5골을 득점하였다. 비록 불로뉴는 리그를 17위로 마감하며 한 시즌만에 4부리그로 강등당했으나, 리베리의 꾸준한 활약은 같은 3부리그에 속해있는 올랭피크 알레스로의 이적으로 이어졌다. 그는 알레스에서 단 한 시즌을 보냈는데, 18경기에 출전하며 단 한번 골네트를 갈랐다. 알레스는 이 시즌을 비록 중위권으로 마쳤으나, 프랑스 국립 재정 관리 이사회 (Direction Nationale du Contrôle de Gestion)에서 파산 판정을 받은 뒤 디비시옹 도뇌르 (Division d'Honneur, 프랑스 6부 리그) 로 강등되었다. 그 결과, 리베리는 또다른 샹피오나 나시오날에 속한 클럽인 스타드 브레스트 29와 계약하였다. 브레스투아로서, 리베리는 첫 시즌에 35번의 리그경기 출전, 3득점으로 리그 최상급 선수임을 증명하였다. 리베리의 활약에 탄력을 받은 팀은 리그를 2위로 마감하여 리그 2 승격에 성공하였다.
브레스투아로서 성공에도 불구하고, 리베리는 프랑스 축구 1부리그인 리그 1에서 활약하고 싶어하였다. 그의 꿈은 FC 메스의 장 페르난데스 감독이 협상을 통해 자유이적 규정에 따라 이적하면서 성사되었다. 리베리는 메스 소속으로 18개월밖에 보내지 않았으나, 인상적인 활약으로 2004년 8월에 UNFP 이달의 선수에 선정되었다. 11월 6일, 1-1로 비긴 툴루즈 FC전에서 메스 소속으로서의 유일한 골을 득점하였다. 그는 오른쪽 미드필더로 우수한 활약을 펼쳤고, 메스 팬들은 팀 레전드인 로베르 피레스에 견주어 보았다. 연장 협상이 교착으로 끝나면서, 2005년 1월에 리베리는 터키로 이적하였다. 그는 이스탄불을 연고로 하는 갈라타사라이에 처음에는 임대 이적 협상에 따라 이적하였으나, €2M의 이적료로 영구 이적이 가능케 되었다.

### 갈라타사라이 SK
갈라타사라이에서, 게오르게 하지의 희망에 따라 영입된 리베리는 리그 경기에 14번 출전하였고, 시즌을 3위로 마감하였다. 갈라타사라이에서 활약하는 시기에 리베리는 빠른 드리블 가속력으로 인해 페라리베리 (Frerraribery) 라는 별명이 붙었고, 오른쪽 얼굴의 큰 흉터로 인해 스카페이스 (Scarface) 라고도 불렸다. 튀르키예 쿠파스에서, 리베리는 숙적 페네르바흐체 SK전 5-1 승리에 중요한 역할을 하였다. 그는 16분에 선제골을 득점하였고, 나중에 골을 어시스트하기도 하였다. 리베리는 이후 3-1로 리드하는 와중에 52분에 교체되어 필드를 나갔다. 이 트로피는 리베리의 첫 메이저대회 우승 트로피이다.

### 올랭피크 드 마르세유

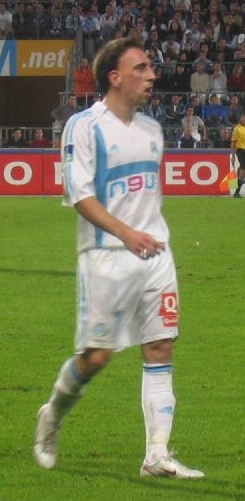
2005년 10월 릴 OSC전에서 마르세유의 리베리.

#### CAS 판정
2005년 6월 15일, 리베리는 올랭피크 드 마르세유와 5년 계약을 체결하고 프랑스 무대로 복귀하며, 그의 전 감독 장 페르난데스와 재회할 것임을 공식적으로 밝혔다. 갈라타사라이 입장에서는 리베리의 이적이 충격적이었는데, 3월 30일에 영구이적을 성사시킬때 €2M의 가격의 지불함에 따라 리베리의 계약이 3년이나 남았기 때문이었다. 리베리는 구단이 제때 급여를 지급하지 않았고, 축구 행정을 담당하는 국제 축구 연맹에 계약 취소를 요청하였다. 그는 또한, 시즌 도중에 전 에이전트와 갈라타사라이 디렉터가 협박했다고도 하였다. 이적 선언 다음날, 갈라타사라이 보드진과 에릭 헤러츠 감독은 클럽을 배신하고 FIFA에 클럽 상황을 조사하게 한 리베리를 비난하였다. 2005년 7월, FIFA는 리베리의 의견을 수용하여 선수 개인의 문제라고 주장한 갈라타사라이의 주장을 기각하였다. 그에 따라, 터키 클럽은 FIFA의 견해에 반박하기 위해 스포츠 중재 재판소(CAS)에 호소하였다. 2007년 4월 25일, 그들의 호소는 CAS에서 리베리가 2004-05 시즌이 끝나자 마자 계약을 해지하여 보상이 불가능하다고 판단하며 기각되었다. 갈라타사라이는 이 재판으로 마르세유한테 €10M을 보상받으려 하였다.

#### 2005–06 시즌
그는 마르세유에 입단 후 등번호 7번을 받아 0-2로 패한 2005년 7월 30일의 FC 지롱댕 드 보르도전에서 데뷔하였고, 이 경기에서 옐로카드 한 장을 수집하였다. 9월 17일, 그는 2-1로 승리한 트루아 AC와의 리그전에서 마르세유 선수로서의 첫 골을 득점하였다. 2주 후, 리베리는 그의 친정팀 메스와 OGC 니스를 상대로 2경기 연속 득점에 성공하였다. 11월 19일, 리베리는 2-1로 승리한 FC 낭트전에서 결승골을 넣었다. 이 골은 거의 35m 밖에서 슈팅으로 성공하였는데, 이후 팬들에게 시즌 최고의 골로 선정되었다. 쿠프 드 프랑스에서, 리베리는 르아브르 AC전에서 두 번 득점하고, 3-1로 승리한 스타드 렌 FC와의 준결승전에서도 선제골을 득점하였다. 이 승리로 마르세유는 2006년 쿠프 드 프랑스 결승전에 진출하였고, 결승전에서 르 클라시크의 라이벌 파리 생제르맹 FC와 대결하였고, 리베리는 2년 연속 컵대회 결승전 출전을 경험하였다. 불행히도, 마르세유는 이 경기에서 1-2로 패하였다. 유럽대항전에서, 리베리는 이탈리아 클럽 SS 라치오와 스페인 클럽 데포르티보 라코루냐와의 UEFA 인터토토컵 2005 경기에서 2골을 득점하였다. UEFA컵에서, 그는 프리미어리그 클럽 볼턴 원더러스 FC와의 32강전에 출전하여 2차전에 골을 넣었다. 리베리는 시즌 종료 후 UNFP 올해의 신인 선수상을 받았다.

#### 2006–07 시즌
2006년 FIFA 월드컵을 성공적으로 치른 리베리는, 아스널 FC가 €15M의 이적료를 제안하는 것으로 시작하여 다수 잉글랜드 클럽들의 영입 경쟁이 일어났다. 그러나, 아스널의 제의는 보드진이 레알 마드리드 CF가 €30M을 제안했다고 밝히면서 무산되었다. 리그 라이벌 올랭피크 리옹도 파프 디우프 마르세유 회장이 장-미셸 올라 리옹 회장이 2006년 FIFA 월드컵 도중에 몰래 접촉하여 리베리를 노렸다는 사실을 밝혔다. 디우프는 올라 리옹 회장의 행동에 대해 프랑스 프로축구연맹에 제소하겠다고 협박하였다. 디우프 회장은 리베리의 전 에이전트인 브루노 하이더샤이트에 좋지 않은 조언을 한 것에 대해 고소하기도 하였다. 떠들썩한 여름 이적시장에도 불구하고, 마르세유는 아직 계약이 4년이나 남은 리베리에 대한 접촉하지 말 것을 통보하였다. 2006년 8월 11일, 리베리는 2006-07 시즌 동안에도 잔류할 의사를 밝혔다.

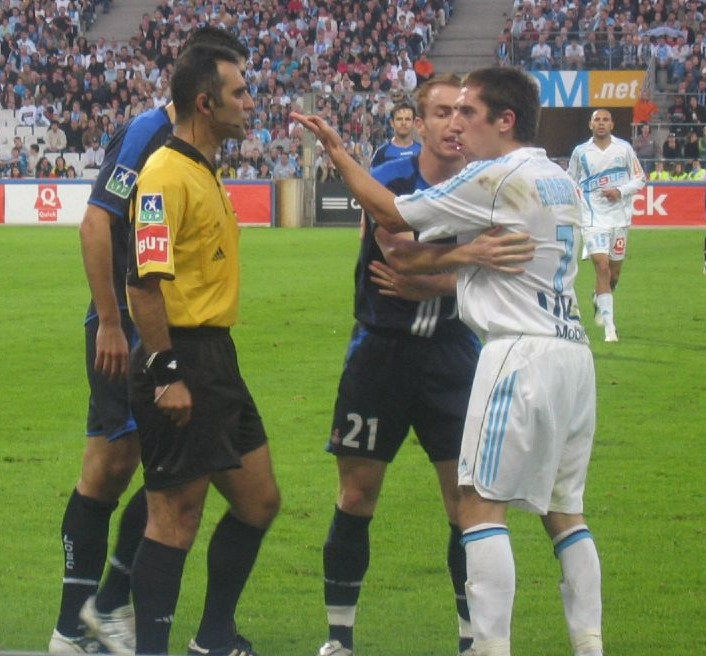
에르베 피키릴로 주심과 언쟁을 벌이는 리베리.

인기가 치솟은 리베리는 작가와 서포터들의 찬사를 더 많이 들었고, 마르세유는 1991-92 시즌 이후 처음으로 리그 우승을 노려보게 되었다. 그는 2006-07 시즌을 높은 기대속에 시작하였고, 3-0으로 대승을 거둔 AJ 오세르와의 2라운드 경기에서 득점하였다. 그러나, 잔여 가을 시즌동안 리베리는 무득점으로 침묵하였다. 2006년 11월 11일, 0-1로 패한 릴과의 경기에서 그는 서혜부에 중상을 당하였다. 이 부상의 결과, 리베리는 수주동안 아웃되었고, 겨울 휴식기가 끝나고서야 복귀하였다. 1월에 복귀한 후, 오세르와의 리턴 경기에서 2골을 득점하였다. 그 다음 달, 리베리는 툴루즈 FC와의 경기에서 발에 골절상을 당하였다. 이 부상으로 리베리는 리그 4경기와 쿠프 드 프랑스 1경기 결장이 불가피했다. 2007년 4월, 리베리는 FC 소쇼 몽벨리아르전과 4-2로 이긴 AS 모나코 FC와의 경기에서 2경기 연속 득점에 성공하며 이 시즌의 리그를 마무리하였다.
쿠프 드 프랑스에서, 마르세유는 결승전에 2시즌 연속으로 진출하였는데, 리베리는 3-0으로 이긴 낭트와의 준결승전에서 결승골을 득점하였다. 2006-07 시즌 결승전에서, 마르세유는 소쇼를 상대로 앞서 12일전 경기에서 꺾었기 때문에 승리할 것으로 점쳐졌다. 그러나, 소쇼는 연장전 끝에 2-2의 무승부를 이룬 뒤 승부차기에서 5-4로 이기며 마르세유를 넘는 이변을 일으켰다. 리베리의 마르세유 소속으로의 마지막 경기는 1-0으로 이긴 CS 스당 아르덴전이었다. 이 경기에서 승리를 거둔 마르세유는 준우승을 거두었는데, 이는 1998-99 시즌에 보르도에 이어 준우승을 거둔 이래 거둔 가장 좋은 성적이었다. 시즌 종료 후, 리베리는 프랑스 스포츠 출판사 프랑스 풋볼로부터 프랑스 올해의 축구 선수로 선정되었다. 그는 이 부문에서 4연속으로 선정되었던 티에리 앙리를 밀어내는 데 성공하였다.

### FC 바이에른 뮌헨

#### 2007–08 시즌
2007년 6월 7일, 독일 거함 FC 바이에른 뮌헨이 마르세유와 합의에 성공하였으며, 리베리를 당시 클럽 역대 최고 이적료인 €25M의 가격을 지불하며 영입하였다고 발표하였다. 리베리는 미드필더 메흐메트 숄이 전 시즌에 은퇴하면서 공석이 된 등번호 7번을 받았다. 그는 1달후에 첫 경기에 출전하였고, 18-0 대승을 거둔 뮌헨 연고의 FT 게언 유소년팀과의 친선경기에서 2골을 득점하였다. 2007년 7월 21일, 리베리는 SV 베르더 브레멘과의 DFB-리가포칼 1라운드 경기에서 공식경기에 처음으로 출전하였고, 2골 1어시스트를 하며 4-1 승리에 공을 세웠다. 준결승전에서 리그 챔피언 VfB 슈투트가르트를 상대로 기습 선제골을 터뜨렸고, 팀은 2-0 승리를 거두었다. 그러나 바이에른이 승리를 거둔 결승전에는 부상으로 출전하지 못하였다.

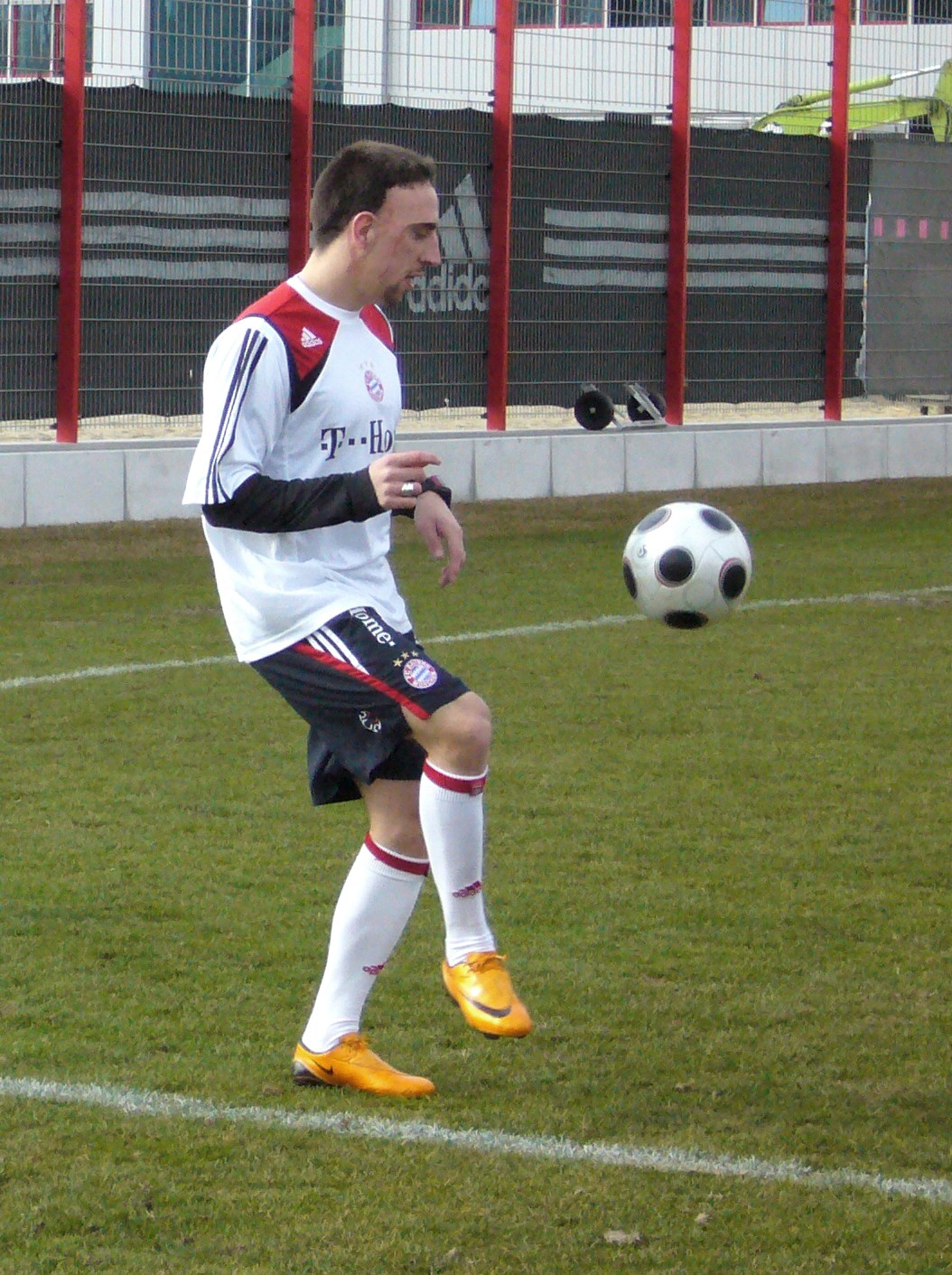
2008년 바이에른 뮌헨 트레이닝 세션의 리베리.

리베리는 8월 18일, 4-0 승리를 거둔 뮌헨전에서 31분에 페널티킥을 성공시키며 리그 첫 골을 득점하였다. 그는 2달 동안의 골침묵 후, 2-1로 이긴 VfL 보훔전에서 2골 1어시스트의 스텟을 올렸다. 1달 후, 리베리는 VfL 볼프스부르크전에서 미로슬라프 클로제의 선제골을 어시스트한 뒤 직접 결승골을 득점하였고, 경기는 2-1 승리로 종료되었다. DFB-포칼에서, 그는 바이에른이 참가한 5경기에서 2번 득점하고 4번 도움을 주었다. 2008년 2월 27일, 그는 연고지 라이벌 TSV 1860 뮌헨과의 경기에서 이 대회의 첫 골을 득점하였다. 이 경기에서 그는 솔로골과, 연장전 막판 페널티킥 골을 넣었다. 준결승전에서, 리베리의 선제골로 우위를 잡은 바이에른은 볼프스부르크에 2-0 승리를 거두었고, 보루시아 도르트문트를 상대할 결승전에 진출하였다. DFB-포칼 결승전에서, 리베리는 루카 토니의 선제골을 11분에 어시스트하였다. 바이에른은 숙적 보루시아 도르트문트를 2-1로 물리치고, 14번째 우승을 차지하였다.
UEFA컵에서, 리베리는 바이에른이 준결승까지 진출하는 와중에 3골을 기록하였는데, 그중 한골은 극적인 역전승을 거둔 헤타페 CF와의 8강전에서의 골이었다. 리베리는 국내 더블을 기록한 이 시즌에 46경기 출전 16득점 17회 도움을 올렸다. 그는 훌륭한 성과에 따라 2008년 6월 8일에 2007-08 독일 올해의 축구 선수로 선정되었다. 같은 시즌에 그는 2년째 연속으로 프랑스 올해의 축구 선수로 선정되었다.

#### 2008–09 시즌

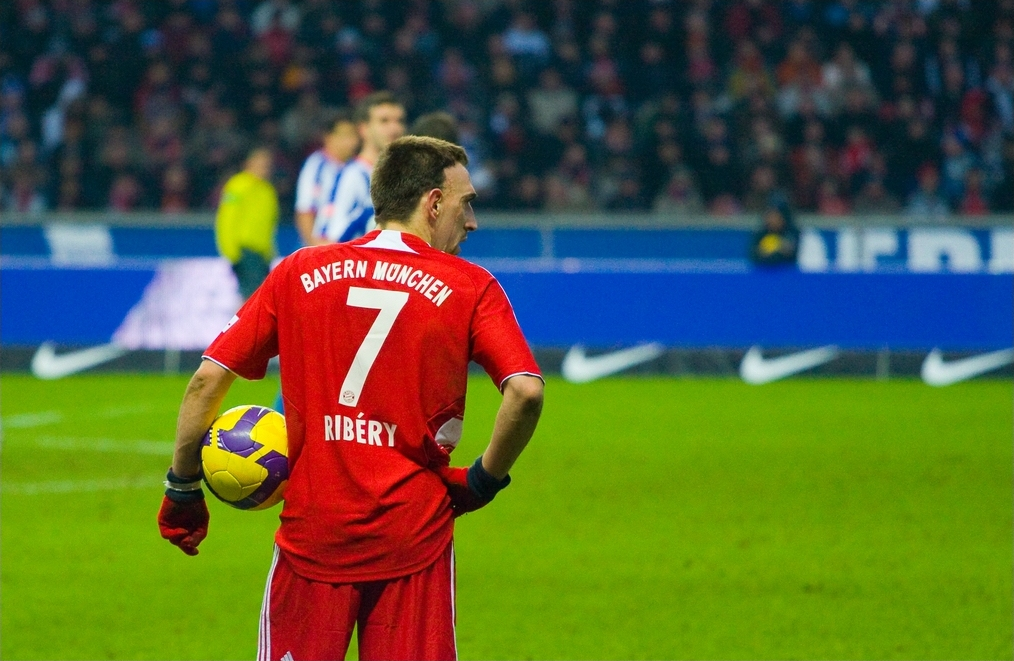
2009년 2월 헤르타 BSC 베를린전의 리베리.

UEFA 유로 2008에서 발목인대가 파열된 리베리는 2008년 9월 24일, 1. FC 뉘른베르크와의 DFB-포칼 경기에서 65분에 교체로 출전하기 전까지 결장하였다. 그로부터 3일 후, 4-2 역전승을 거둔 VfL 볼프스부르크전에서 2008-09 시즌의 리그 경기에 처음으로 출전하였다. 이 경기 후, 리베리는 무려 5경기를 연속으로 최소한 1골 이상씩 득점하였고, 이때 팀도 무패행진을 하였다. 12월 10일, 리베리는 올랭피크 리옹과의 UEFA 챔피언스리그 F조 최종전에서 골을 득점하고 나머지 2골을 어시스트하며 경기를 3-2 승리로 마무리하였다. 그는 2008년 내내 좋은 활약을 펼치며 크리스티아누 호날두와 리오넬 메시에 이어 옹즈도르 3위에 올랐다. 리베리는 또한 프랑스 풋볼이 주관하는 발롱도르 시상식에도 이름을 올렸고, 나중에 이 상은 크리스티아누 호날두의 몫이 되었다.
리베리는 2009년을 VfB 슈투트가르트와의 DFB-포칼 5-1 승리로 시작하였는데, 이 경기에서 그는 1골 1어시스트를 올렸다. 2009년 2월 24일, 그는 포르투갈의 스포르팅 CP에 5-0으로 승리한 UEFA 챔피언스리그 2008-09 16강 1차전에서 2골을 득점하였다. 바이에른은 8강전에서 FC 바르셀로나에 합계 1-5로 패하며 탈락하였고, 여기서 바이에른의 한골은 리베리가 1-1 무승부를 거둔 홈경기 2차전에서 기록한 것이다. 리그에서, 바이에른은 후반 13경기에서 2패만을 기록하였는데, 분데스리가 타이틀 방어에 실패하였다. 이 두 번의 패배 중 한번은 이 시즌 우승 팀인 볼프스부르크를 상대로 기록한 것이다. 리베리는 2008-09 시즌에 36경기를 출전하여 14골 19어시스트를 기록하였다.

#### 2009–10 시즌
"나는 그가 잔류하기를 빈다. 내 생각에 그는 리오넬 메시, 크리스티아누 호날두와 더불어 세계 최고의 선수이다." 
 
-전 FC 바이에른 뮌헨 선수이자 현 회장 프란츠 베켄바워-
2008-09 시즌 종료 후, 리베리가 이적 시장에 나올 것이라는 추측이 계속해서 나왔다. 비록 울리 회네스 회장과 카를하인츠 루메니게 이사, 루이스 판 할 신임감독이 리베리는 판매할 수 없다고 못박았으나, 다수의 언론들이 잉글랜드 클럽 첼시 FC와 맨체스터 유나이티드 FC, 스페인 클럽 레알 마드리드 CF와 FC 바르셀로나, 그리고 이탈리아의 FC 인테르나치오날레 밀라노가 리베리에 대한 강한 관심을 가졌고, 이 선수에 대해서만 €65M의 제의를 하기도 하였다. 타 클럽들의 관심에서 멀어지게 하기 위해, 회네스 회장은 리베리에 €100M 이상의 금액을 제시하지 못하면 매각하지 않을 것임을 선언하였다.

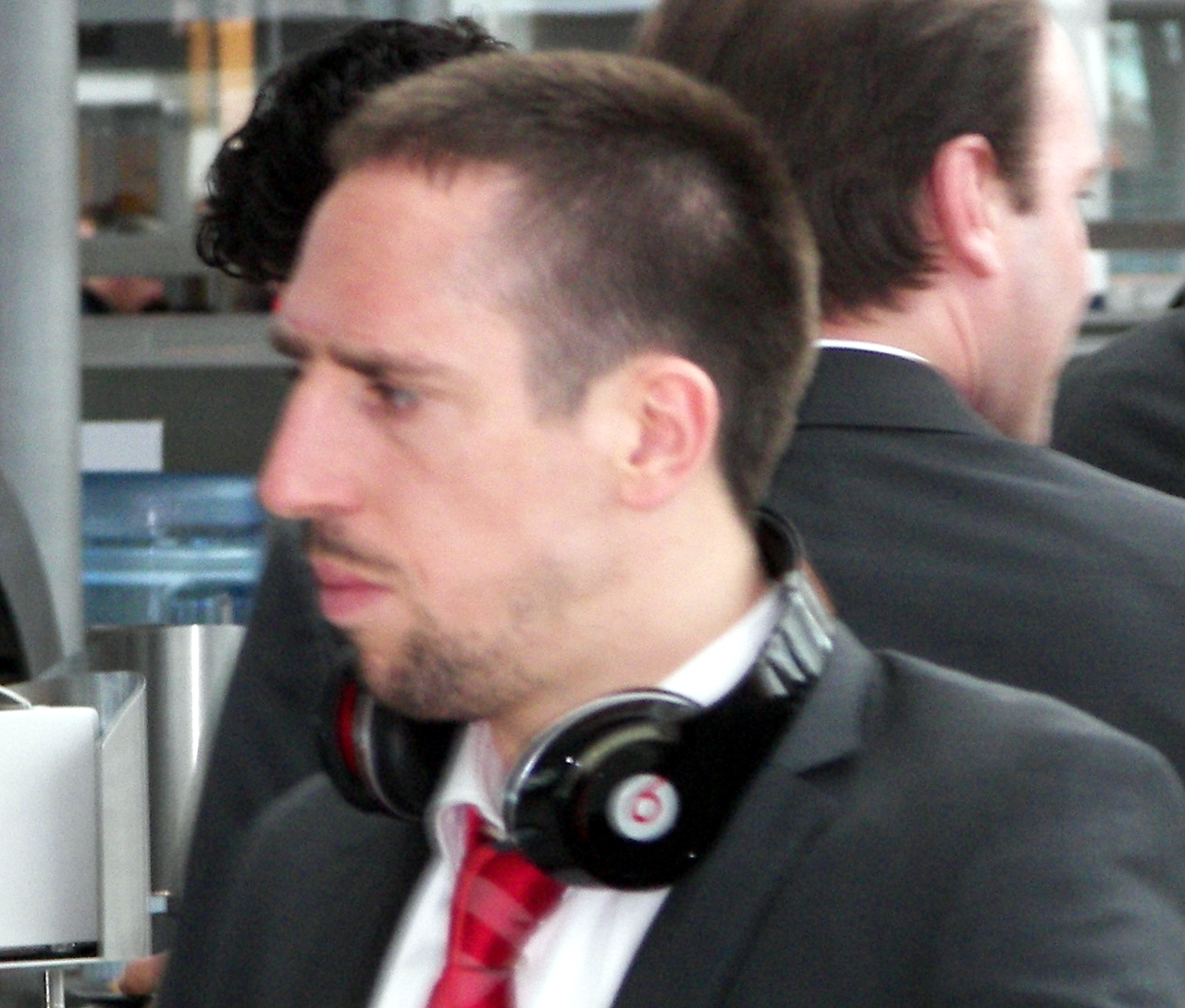
2010년 4월, 맨체스터 유나이티드 FC와의 UEFA 챔피언스리그 경기를 앞둔 리베리.

리베리는 2009-10 시즌을 왼쪽 무릎 건염으로 시작하였으나, 결장할 정도로 안 좋은 상태는 아니였고, 5-1로 승리한 보루시아 도르트문트전에서 프리킥으로 시즌 첫 골을 득점하였다. 이 골은 득점 직후의 골세레모니로 기억되었다. 프리킥 골을 성공시킨 리베리는 같이 세레모니를 하려는 팀동료들을 피해 필드를 가로질러 달렸고, 팔을 쭉 뻗은 루이스 판 할 감독에 안겼다. 이 공개적인 행위는 리베리와 판 할 감독의 악관계를 추측하던 언론들의 추측을 뒤집었다. 10월 초, 건염이 악화되어 그의 기량에 영향을 미치기 시작하였고, 이후 리베리는 시즌 아웃 판정을 받은 것은 물론, 프랑스 국가대표팀의 아일랜드 플레이오프전도 결장할 것으로 전망되었다. 2010년 1월 23일, 리베리는 부상에서 복귀하여 3-2로 승리한 베르더 브레멘과의 리그 경기에서 교체투입되며 다시 출전하기 시작하였다. 리베리의 2010년 첫 골은 2월 10일, 6-2로 이긴 SpVgg 그로이터 퓌르트와의 DFB-포칼과의 경기에서 터졌다. 3월 31일, 그는 잉글랜드의 맨체스터 유나이티드 FC를 상대로 한 UEFA 챔피언스리그 2009-10 8강 1차전에서 그의 직접 프리킥이 스트라이커 웨인 루니에 굴절되어 네트로 빨려들어갔고, 바이에른은 2-1 승리를 거두었다. 이어지는 FC 샬케 04와의 주말 경기에도 선제골을 득점하며, 팀의 2-1 승리를 견인하였다.

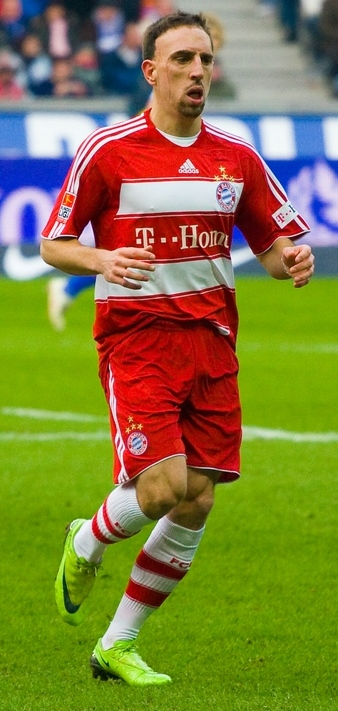
2009년 바이에른의 리베리.

4월 20일, 리베리는 올랭피크 리옹과의 UEFA 챔피언스리그 준결승 1차전에서 리산드로 로페스를 상대로 심각한 반칙을 한 리베리는 로베르토 로세티 주심으로부터 퇴장 명령이 내려졌다. 이 결장으로, 리베리는 2차전 리옹 원정에서 결장하였으나, 바이에른은 그의 공백을 완벽히 메꾸며 UEFA 챔피언스리그 결승전 티켓을 획득하였다. 4월 28일, 리베리는 유럽 축구 연맹의 징계위원회로부터 3경기 출장 정지의 징계를 받았다. 그 결과 리베리는 결승전에 출장하지 못하게 되었다. 징계가 내려진 후, 바이에른 보드진은 징계 완화를 위해 항소할 의사를 밝혔다. 5월 5일, 구단의 항소는 UEFA 항소 관리부에 제출되었고 기각되었고, 그에 따라 리베리는 5월 22일에 열리는 결승전뿐만 아니라, 그 다음 시즌에도 유럽대항전에 출전하는 경우 추가적으로 경기를 출전할 수 없게 되었다. 항소가 기각된 직후, 바이에른은 스포츠 중재 재판소에 다시 항소문 제출 의사를 밝혔다. 5월 15일, 리베리는 4-0으로 승리한 SV 베르더 브레멘과의 DFB-포칼 결승전에서 팀의 3번째 득점을 하였다. 이틀 뒤, 스포츠 중재 재판소에 제출된 항소는 기각되었고, 따라서 리베리는 5월 22일에 열리는 FC 인테르나치오날레 밀라노와의 결승전 출전이 불가능하게 되었다. 챔피언스리그 결승전에서 바이에른은 0-2로 완패하였다. 5월 20일, 빌트 독일 언론은 리베리가 바이에른과 5년 재계약에 합의하였고, UEFA 챔피언스리그 결승전을 치를 팀 동료를 따라 마드리드에 도착한 뒤 계약서에 서명할 것이라고 보도하였다. 결승전 다음날인 5월 23일, 구단은 계약에 합의를 보았다. 재계약으로, 리베리는 2015년까지 바이에른 선수 신분으로 남게 되었고, 연봉에 대해서는 확실한 정보가 알려져 있지 않으나, 구단 역대 최고인 약 €10M으로 전망되었다.

#### 2010–11 시즌
리베리는 2010-11 시즌을 바이에른 이적 후로는 처음으로 이상 무 상태에서 시작하였다. 그는 월드컵에 출전한 선수들 중 가장 먼저 프리시즌 훈련에 참가하였고, 2010년 8월 16일에 4-0으로 승리한 TSV 게르마니아 빈데크와의 DFB-포칼 경기에서 시즌 첫 경기를 치렀다. 이 경기에서 리베리는 그의 시즌 첫 골을 득점하였다. 나흘 뒤, 그는 리그 1라운드 VfL 볼프스부르크전에서 바스티안 슈바인슈타이거의 결승골을 어시스트하였다. 9월 21일, 2-1로 승리한 TSG 1899 호펜하임 전에서 발목 부상을 당한 리베리는 필드를 나갔다. 이 부상은 심각한 것으로 밝혀졌고, 4주 아웃으로 판정되었다.
이 진단 결과에도 불구하고, 리베리는 2주만에 병동을 나왔고, 11월 14일에 1. FC 뉘른베르크와의 리그 경기에 출전하였다. 1주일 후, 리베리는 부상당한 선수들의 기량을 회복하기 위해 치룬 SpVgg 운터하힝과의 친선경기 후에 루이스 판 할로부터 비난을 받았다. 판 할은 비록 여러명의 선수들의 활약에 실망하였으나, 그는 리베리를 찍어서 "그 (리베리)는 어느 노력도 보이지 않았고 투지가 없었다." 라고 발언하였다. 리베리는 그러나 이어지는 다음 리그 경기인 바이어 04 레버쿠젠에서 의욕적으로 나왔다. 그는 이 경기의 61분에 교체 투입되었다. 12월 8일 스위스 클럽 FC 바젤과의 UEFA 챔피언스리그 2010-11 E조 최종전에서 리베리는 2골을 넣으며 팀의 3-0 승리를 견인하였다. 1월 15일, 바이에른의 후반기 첫 경기인 볼프스부르크전에서, 리베리는 전반전에 브라질 미드필더 조주에의 태클을 당하며 아랫쪽 다리에 부상을 입었다. 처음에 언론의 보도에 의하면 파열된 인대를 복구하기 위해 수술이 필요할 것으로 전망하였다. 그러나, 정밀진단 결과, 부상은 삐는 것에 그쳤고, 그 결과 리베리는 2주간 결장하였다. 그는 2월 5일 1. FC 쾰른과의 리그전에서 복귀하였다. 2월 12일, 리베리는 4-0으로 승리한 TSG 1899 호펜하임전에서 2골을 어시스트하였다.
2월 19일, 1. FSV 마인츠 05와의 리그전에서 3-1로 승리한 뒤, 리베리는 이어지는 5번의 리그 경기에서 연속으로 스텟을 올렸다. 2월 26일, 그는 1-3으로 패한 숙적 보루시아 도르트문트와의 경기에서 팀의 유일한 득점을 어시스트하였다. 다음 하노버 96과의 경기에서도 아르연 로번에게 어시스트하였으나, 팀은 또다시 패하였다. 3월 12일, 리베리는 이 시즌에 들어서 가장 좋은 활약을 펼쳤는데, 한골을 득점한 뒤 어시스트로 3번 볼을 배급하여 함부르크 SV를 6-0으로 격침시켰다. 이어지는 SC 프라이부르크와의 리그전에서, 그는 마리오 고메스에게 선제골을 어시스트하였고, 경기 종료 2분전에 결승골을 득점하여, 2-1로 마무리하였다. 4월 2일 보루시아 묀헨글라트바흐전에서, 리베리는 로번이 성공시킨 1-0 결승골을 어시스트하였다. 스텟행진은 4월 11일, 1-1로 비긴 1. FC 뉘른베르크전에서 종료되었다. 6일 뒤, 리베리는 5-1로 대승을 거둔 바이어 04 레버쿠젠전에서 팀의 마지막 골을 득점하였다.

#### 2011–12 시즌
2011-12 시즌 시작 전, 리베리는 프리시즌 훈련에서 발목 부상을 당하였고, 그에 따라 구단 의료진에 의해 훈련장에서 실려나갔다. 비록 리베리는 발목 인대 파열했을 것이란 생각에 두려워 하였으나, 진단 결과, 의료진은 중상이 아니라고 하였고, 그에 따라 2011년 8월 1일의 3-0 원정승을 거둔 아인트라흐트 브라운슈바이크와의 DFB-포칼 원정 경기에 1번 결장하는데 그쳤다. 리베리는 0-1로 패한 보루시아 묀헨글라트바흐와의 리그 1라운드 경기에서 풀타임을 소화하며 2011-12 시즌 첫 출전을 기록하였다. 그 다음주, 그는 VfL 볼프스부르크전에서 루이스 구스타부의 결승골을 위해 패스로 연결하였다. 리베리는 함부르크 SV와의 다음 리그 경기에서 시즌 첫골을 득점하였다. 바이에른은 이 경기를 5-0으로 승리하였다. 국가대항전 기간 이후인 9월 10일, 그는 7-0 대승을 거둔 SC 프라이부르크와의 홈경기에서 2골 1어시의 스텟을 올렸다. 1주 후, 리베리는 2-0으로 이긴 샬케전에서 두 골을 모두 어시스트하였다.

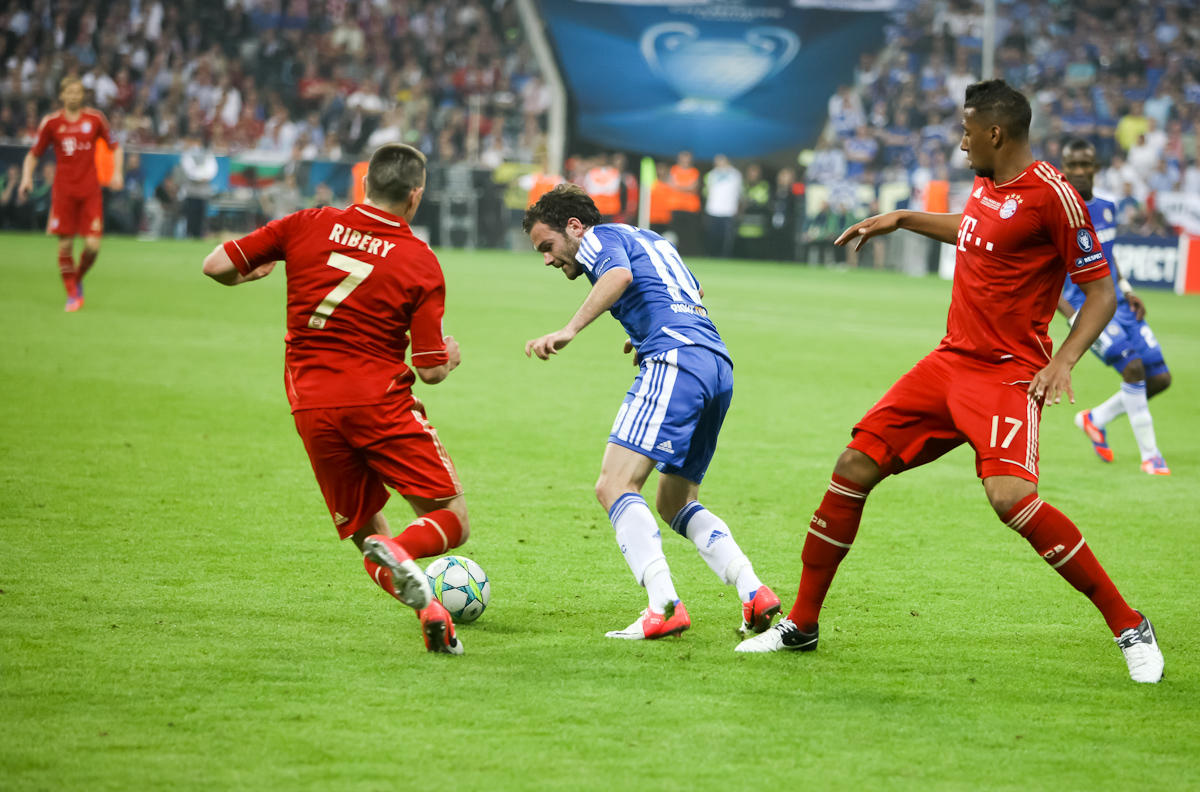
2012 UEFA 챔피언스리그 결승전에 출전한 리베리 (왼쪽).

10월 국가대항전 이후, 리베리는 헤르타 베를린전에서 1골 1어시스트를 기록하며 4-0 대승에 일조하였다. 10월 29일, 그는 아우크스부르크전에서 2-1 결승골을 득점하였다. 리베리는 11월 22일, UEFA 챔피언스리그 2011-12 A조 5차전에서 스페인 클럽 비야레알 CF를 상대로 그의 대회 첫골을 득점하였다. 그는 전반전과 후반전에 1골씩 득점하였고, 바이에른은 3-1로 승리하며 대회 토너먼트전에 조 1위로의 진출이 확정되었다. 12월 3일, 리베리는 4-1로 승리한 베르더 브레멘전에서도 또다시 득점하였다. 이 리그전 승리로 바이에른은 11월말에 패배로 잠시 내준 선두자리를 탈환하였다. 2달간의 무득점 행진 이후, 리베리는 VfB 슈투트가르트와의 DFB-포칼 8강전에서 결승골을 득점하였고, 바이에른은 2-0으로 이겼다. 이 골로 리베리는 2007년에 바이에른 뮌헨에 합류한 후 처음으로 모든 대회에서의 득점에 성공하였다.
2월 26일, 리베리는 샬케전에서 혼자 두골을 삽입하였다. 2주 후, 호펜하임을 7-1로 압살한 경기에서, 그는 또다시 1골을 득점하였고, 토니 크로스, 아르연 로번, 마리오 고메스에게 차례로 어시스트를 하였다. DFB-포칼 준결승전에서, 리베리는 두 번째 골을 득점하였고, 바이에른은 보루시아 묀헨글라트바흐에 연장 접전 끝에 승부차기에서 4-2로 승리하였다. 바이에른은 이 승리로 통산 18번째 DFB-포칼 결승전 진출에 성공하였다. 4월 17일, 리베리는 UEFA 챔피언스리그 준결승 1차전에서 선제골을 득점하였고, 경기는 바이에른이 스페인 클럽 레알 마드리드를 2-1로 이기는 것으로 끝이 났다. 경기 이틀 후, 독일 타블로이드지 빌트는 리베리가 하프타임에 탈의실에서 로번과 싸움을 했다고 보도하였다. 이 보도에서 "상황개선 면담이 있었다"고 하였고, 리베리는 "사과를 하기로 하였고, 행동에 대해 벌금을 물기로 했다."라고도 언급하였다. 이후 베르더 브레멘과의 경기에서 리베리는 교체요원으로 투입되어 90분에 결승골을 득점하였다.
2012년 5월 12일, 리베리는 DFB-포칼 결승전에서 득점을 기록하였으나, 팀은 라이벌 보루시아 도르트문트에 2-5로 대패하였다. 2012 UEFA 챔피언스리그 결승전에서, 그는 디디에 드로그바의 태클로 부상당한 뒤 교체아웃 되었다. 바이에른은 이 경기에서 승부차기 끝에 패하였다.

### 피오렌티나
2019년 8월 21일, 피오렌티나에 입단했다.

## 국가대표팀 경력

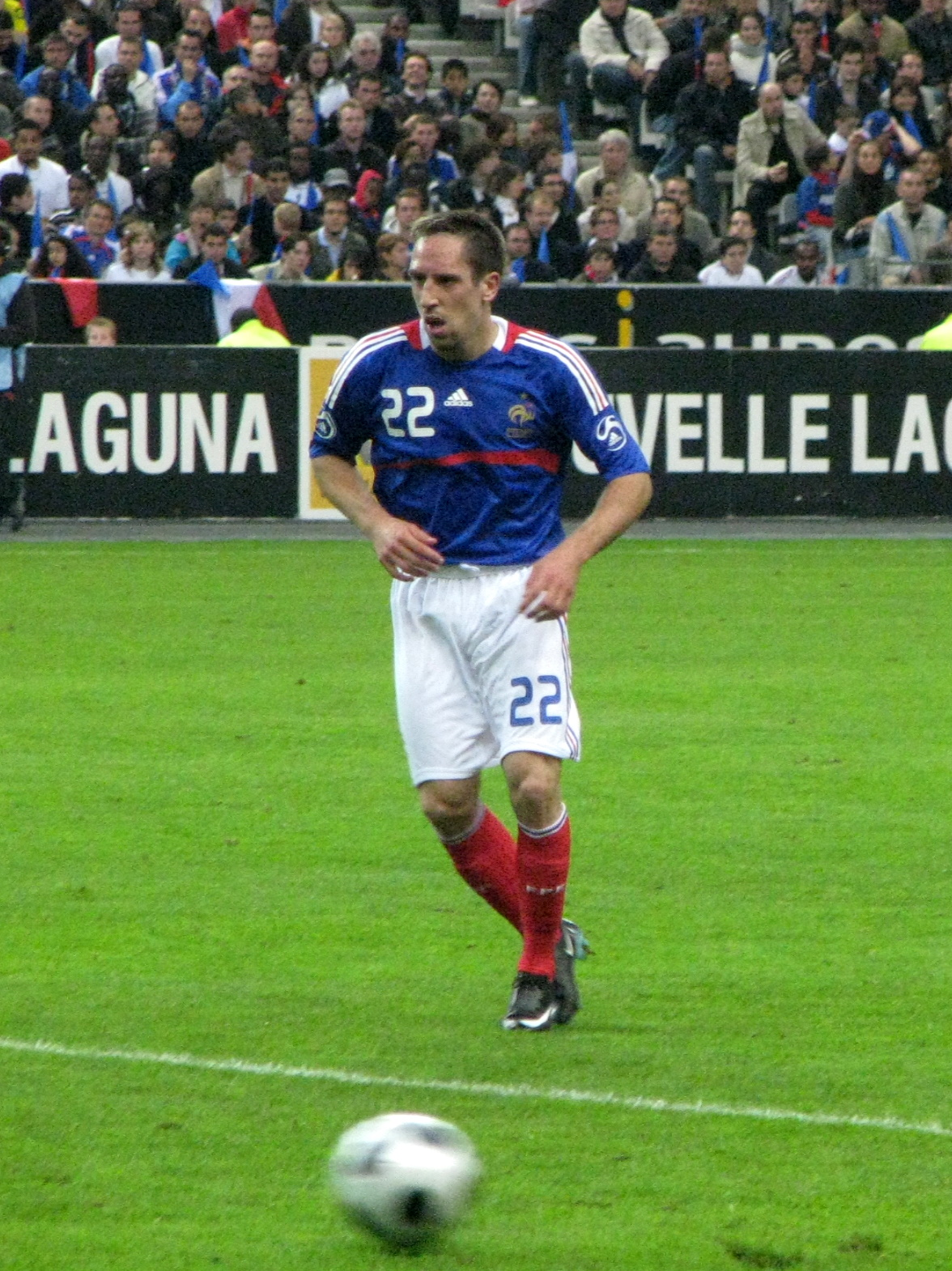
2008년 6월, 콜롬비아와의 친선경기 중 리베리.

성인 국가대표팀 일원이 되기 전, 리베리는 2004년 9월 3일, 1-0으로 승리한 이스라엘와의 2006년 UEFA U-21 축구 유럽선수권 예선전을 기점으로 U-21 국가대표팀의 일원으로 활약하였다. 리베리는 1-0으로 승리한 슬로바키아와의 친선전에서 U-21 대표로는 첫 골을 득점하였다. 2005년 11월 15일, 그는 잉글랜드와의 예선 플레이오프에서 중요한 골을 득점하였고, 이 경기에서 합계 3-2로 승리한 프랑스는 결승에 진출하였다. 리베리는 그러나 레이몽 도메네크에 의해 FIFA 월드컵 예비 엔트리에 차출되면서 2006년 UEFA U-21 축구 유럽선수권에 참가하지 못하였다. U-21 대표로, 리베리는 13경기에 출전하여 2득점을 기록하였다.
리베리는 2006년 5월 27일, 1-0으로 승리한 멕시코전에서 74분에 스트라이커 다비드 트레제게와 교체되며 성인대표팀 데뷔를 하였다. 그는 2006년 FIFA 월드컵을 앞두고 치룬 친선전에서 믿음직한 활약을 펼쳤고, 그에 따라 23인 최종 엔트리에 들었다. 리베리는 프랑스가 참가한 7경기에 출전하였고, 이중 6경기는 선발이었다. 6월 27일, 그는 스페인과의 16강전에서 파트리크 비에이라의 쓰루패스를 받은 뒤 드리블하여 이케르 카시야스를 넘은 뒤 빈 문전으로 슈팅하여 동점골을 득점하였고, 프랑스는 3-1 역전승을 거두었다. 그는 나중에 결승전에도 출전하였고, 프랑스는 이탈리아에 승부차기에서 패하였다. 리베리는 연장전에 슈팅을 단 한번 기록하였고, 나중에 트레제게와 교체되었다.
지네딘 지단이 은퇴한 후, 리베리는 그의 뒤를 이어 국가대표팀의 상징적 존재가 될 것으로 기대되었다. 그는 거의 18개월 동안 무득점으로 침묵하다가 2008년 3월 26일, 스타드 드 프랑스에서 열린 잉글랜드전에서 페널티킥으로 득점하였다. 득점 이후, 리베리는 전날 사망한 전설적인 프랑스의 축구 해설가 티에리 길라르디에게 골을 바쳤다. UEFA 유로 2008에서, 리베리는 조별리그 3경기에 모두 출전하였으나, 프랑스 국가대표팀은 기대 이하의 성적을 내며 조기에 탈락하였다. 2008년 6월 17일, 이탈리아와의 조별리그 최종전에서, 경기 시작 8분도 채 안된 상황에 리베리의 왼쪽 발목 인대가 파열되었다. 2008년 10월 11일, 리베리는 루마니아와의 2010년 FIFA 월드컵 예선전에 복귀해 선제골을 기록, 팀은 2-2 무승부를 거두었다. 2009년 3월 28일, 그는 리투아니아전에서 유일한 골을 득점하였다. 사흘 뒤, 스타드 드 프랑스에서 열린 리투아니아와의 리턴 경기의 75분에 앙드레피에르 지냐크의 패스를 받아 결승골을 집어넣었다.
"돌아보면 나는 2010년을 끔찍하게 보냈다. 나를 어렵게 했던 부상에 대해서는 언급조차 하지 않겠다. 그러나 사생활쪽으로는 운동선수로서 엉뚱한 길에 들어섰고, 내 자신을 잃었다. 나를 소중히 여긴 이들에게 많은 폐를 끼쳤다. 나는 많은 이들을 실망시키고 충격에 빠지게 했다. 나는 이에 대해 사과하고 싶다."

2009년에 있었던 자신을 둘러싼 성매매사건을 되짚어보며.
2010년 5월 11일, 리베리는 그의 두 번째 월드컵인 2010년 FIFA 월드컵을 앞두고 도메네크의 30인 예비 엔트리에 들었다. 그는 이후 대회에 참가할 23인 최종 엔트리에 포함되었다. 리베리는 조별리그 3경기에 모두 출전하였다. 우루과이와의 조별리그 1차전이 종료된 후, 리베리는 전 국가대표팀 스트라이커인 쥐스트 퐁텐느로부터 리더쉽 능력이 있는지 의심과 비난을 받았다. 이후 언론은 리베리와 동료 스트라이커 니콜라 아넬카가 고의로 미드필더 요앙 구르퀴프를 따돌린 것을 폭로하였다. 이후, 아넬카는 2-0으로 패한 멕시코와 2차전 하프타임에 언쟁을 벌인 뒤 국가대표팀에서 쫒겨난 것으로 밝혀졌다. 6월 20일, 리베리는 도메네크와 TF1의 축구쇼 텔레풋에 등장해 국가대표팀의 루머를 해명하고 최근 2년간의 국가대표팀 성적에 대해 "우리 (프랑스)는 당시 고통받고 있었다. 나는 온 국민에게 사죄하고 싶다." 라고 팬들에게 사과하였다. 그 다음날, 팀은 아넬카의 퇴출에 항의하기 위해 훈련세션을 보이콧하였으나, 이후 마찰없이 훈련에 복귀하였다. 홈팀 남아프리카 공화국과의 조별리그 최종전에서 리베리는 플로랑 말루다가 득점한 이 대회 프랑스의 유일한 골을 어시스트하였다. 경기는 1-2 패배로 끝나면서, 프랑스는 조 최하위로 탈락하였다. 8월 6일, 리베리는 징계위원회로부터 월드컵 국가대표팀의 파업 주도자로 지목되어 청문회 참석 통보를 받은 5명의 선수들 중 한명이었다. 8월 17일, 그에게 국가대표팀 3경기 출장 정지라는 징계가 내려졌다. 리베리는 소속 클럽의 반대로 청문회에 참석하지 못하였다.
2011년 3월 17일, 리베리는 신임 국가대표팀 감독 로랑 블랑에 의해 2010년 FIFA 월드컵 이래 처음으로 차출되었다. 그는 징계가 풀리는 2010년 10월부터 다시 국가대표팀 경기에 참가할 수 있었으나, 부상으로 인해 3경기를 더 결장하였다. 3월 21일, 룩셈부르크전과 크로아티아전을 앞두고 클레르퐁텐에 도착한 뒤, 리베리는 기자회견에 참석하여 2010년동안 부린 말썽에 대해 사과하였다. 그는 3월 25일, 2-0으로 승리한 룩셈부르크전에서 구르퀴프의 두 번째 골을 어시스트하며 국가대표팀 복귀를 신고하였다. 월드컵 이후 처음으로 스타드 드 프랑스에서 크로아티아를 재회한 경기에서, 리베리는 교체투입되며 필드에 입장하였고, 그는 일부에게 야유의 대상이었으나, 연호의 대상이기도 하였다.
UEFA 유로 2012의 예선전에서 주전으로 출전한 뒤, 2012년 5월 29일, 리베리는 이 대회 본선의 최종 엔트리에 발탁되었다. 이틀 전, 그는 3-2로 역전승을 거둔 아이슬란드와의 친선전에서 약 3년 만에 처음으로 득점하였다. 5월 31일, 리베리는 2-0으로 이긴 세르비아전에서 결승골을 득점하였다. 나흘 후, 그는 유로를 앞두고 열린 에스토니아와의 친선전에서 선제골을 득점하였고, 팀은 4-0 완승을 거두었다.
2014 FIFA 월드컵
리베리는 허리 부상악화로 인해 2014 월드컵에 참가할수가 없었다.결국 최종 엔트리에 제외 되었다.그의 빈자리는 앙투안 그리즈만이 대신 채웠다.
2014년 8월14일 리베리는 프랑스 대표팀을 은퇴했다. 이로서 8년간 국가대표 생활을 마무리 지었다.

## 플레이스타일과 성격

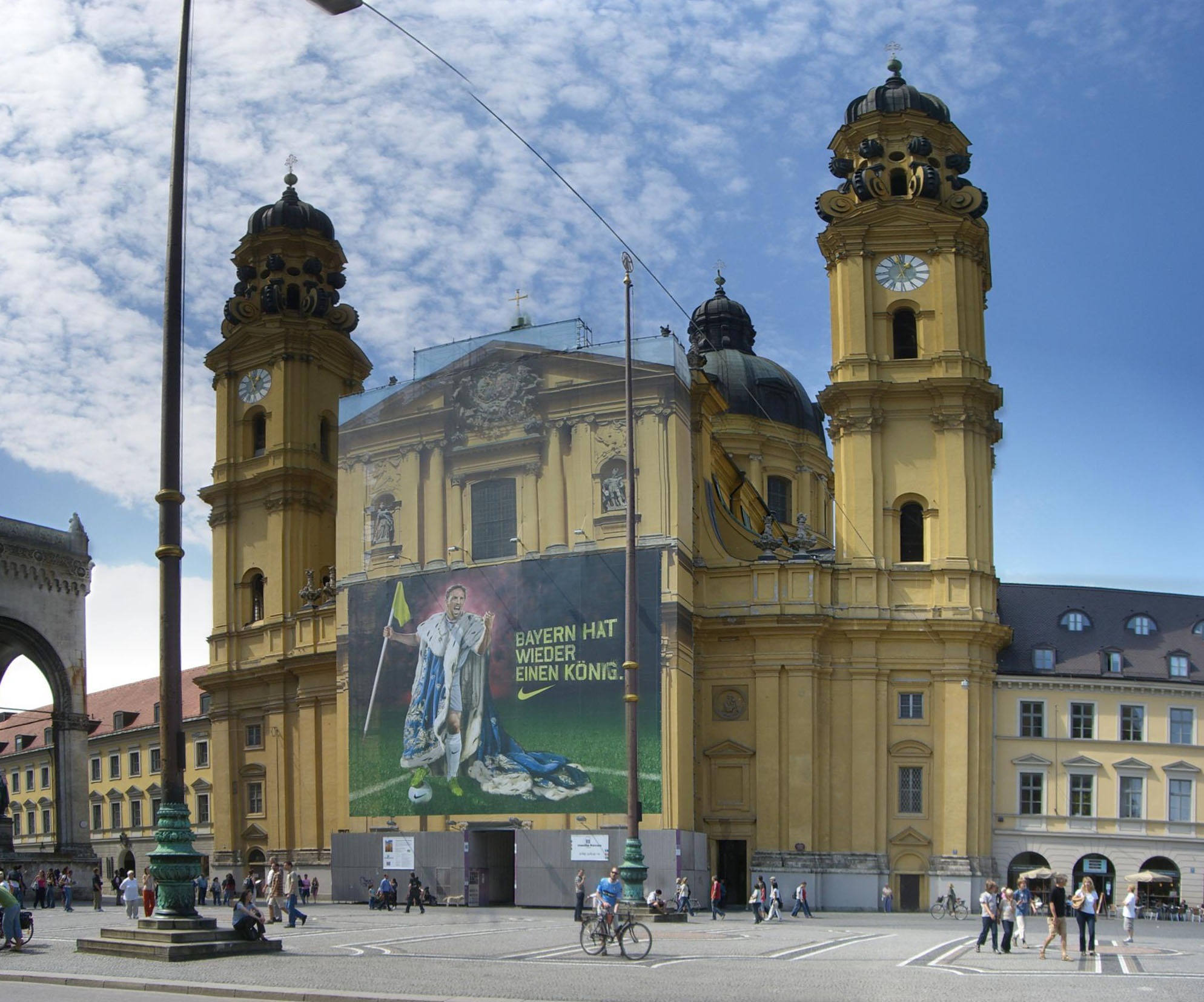
뮌헨 테아티네 성당에 왕으로 묘사된 리베리로 자막은 독일어로 "바이에른은 또다시 왕을 섬긴다" (Bayern hat wieder einen könig) 라고 되어있다.

리베리는 주로 윙어로 기용되며, "빠르고, 영리하며, 볼터치가 좋은 드리블러"로 묘사된다. 그는 자연적인 오른발잡이임에도 불구하고 프랑스에서 활약할 당시 오른쪽 미드필더로 기용되었고, 국가대표팀과 바이에른에 들면서, 리베리는 개인적으로 왼쪽을 선호하게 되었고, 심지어 2010년 2월의 국가대항전을 앞두고 기자회견에서는 "내 자리는 왼쪽에 있다." 라고 발언하기도 하였다. 비록, 그는 국내에서 왼쪽 윙어로 활약하나, 리베리는 왼발을 쓰는 플로랑 말루다 같은 선수들 때문에 국가대표팀에서 왼쪽 윙어로 활약하는데 어려움을 겪었다. 그러나, 리베리는 "그곳이 내가 가장 자유롭고 헤딩하기 좋은 위치이다"며 왼쪽으로 기용되는데 최적화되었다고 언급하였다. 왼쪽에서 활동하는 것은 리베리가 "가속과 수비를 비트는 데에 도움" 을 주어 효과적으로 찌를 수 있고, 그에 따라 슈팅과 패스를 날카롭게 할 수 있게 하였다. 리베리는 또한 중앙에 배치되어 공격형 미드필더로 활약하며, 시야와 플레이메이킹 능력을 최적화시킬 수 있게 하였다. 윙으로 주로 활약하는데도 불구하고, 그는 마르세유의 두 번째 시즌을 기점으로 매년 평균 두자릿수의 어시스트를 기록하였다.
리베리는 그라운드의 선동가로 묘사되며 유럽 축구 연맹에서는 "관중-엔터테이너 - 이 희귀한 형태의 축구 선수는 재능을 즐기고 표현할 줄 안다"라고 묘사하였다. 2006년 FIFA 월드컵 당시, 국가대표팀 플레이메이커 지네딘 지단의 멘토링을 받았다. "프랑스 축구의 보석"으로 떠오르는 와중에, 지단은 "프랑스는 삶을 사랑한다. 그는 축구를 하는 것 자체로만으로도 인상을 주는 선수이다. 그는 세계 축구의 상징적 인물이 될 인물이다." 라면서 리베리를 칭찬하였다. 그라운드 위의 성격은 필드 바깥에서도 잘 들어맞으며, 그로 인해 리베리는 클럽과 국가대표팀 동료로부터 "조커"나 "장난꾸러기"로 통용되었다. 리베리는 "항상 웃는 것은, 기분을 좋게 하고 각성시키는데 중요하다. 우리 (축구선수들)는 훌륭한 직업을 가지고 있으며, 우리는 하고 싶은 것을 하고, 흥미를 느낀다." 라며 유머의 중요성을 인정하였다. 그의 가장 잘 알려진 기행으로는 마르세유의 말년에 트랙터를 타고 필드 위를 운전하는 것이나, 바이에른 첫 시즌에 골키퍼 올리버 칸에게 훈련센터 옥상에서 물세례를 퍼붓는 것, 2008-09 시즌 겨울휴식기에 두바이에서 구단버스를 몰다가 사고를 낸 것 등이 있다.
그러나, 리베리는 부상이 잦은 편이었다. 바이에른에서의 첫 시즌에 54경기 중 46경기에 출전한 리베리는 경상과 중상으로 이어지는 몇 시즌간 약 40경기에 달하는 경기에 결장하였다. 2011-12 시즌 이전의 3시즌 동안은 40경기를 채우지 못하였다. 2008-09 시즌을 앞두고, 그는 국가대항전에서 발목인대가 파열되었고, 2009-10 시즌 동안에는 왼쪽 무릎에 건염이 있었다. 그 다음 시즌, 리베리는 발목 부상을 당하며, 처음에 4주 아웃으로 판정되었으나, 최종적으로 2달간 결장하였다. 이후, 그는 2011-12 시즌을 앞두고 비슷한 발목 부상을 당하였다. 리베리는 나중에 바이에른에서 5년을 보내면서 가장 힘들게 했던 것이 부상이라고 하였고 "지난 두 시즌 (2009-10 시즌과 2010-11 시즌) 이 가장 힘들었는데, 이때 계속 부상을 당했기 때문이다. 나에게 가장 중요한 일은 더 이상 부상을 당하지 않는 것이다." 라고 2011년 7월에 인터뷰하였다.

## 경력 통계

### 클럽
2022년 10월 20일 기준.
| 클럽                 | 시즌      | 리그 | 리그 | 컵   | 컵   | 유럽대항전 | 유럽대항전 | 기타 | 기타 | 합계 | 합계 |
| 클럽                 | 시즌      | 출전 | 득점 | 출전 | 득점 | 출전       | 득점       | 출전 | 득점 | 출전 | 득점 |
| -------------------- | --------- | ---- | ---- | ---- | ---- | ---------- | ---------- | ---- | ---- | ---- | ---- |
| US 불로뉴            | 2000–01   | 4    | 1    | 0    | 0    | —          | —          | —    | —    | 4    | 1    |
| US 불로뉴            | 2001–02   | 24   | 5    | 1    | 0    | —          | —          | —    | —    | 25   | 5    |
| US 불로뉴            | 합계      | 28   | 6    | 1    | 0    | —          | —          | —    | —    | 29   | 6    |
| 올랭피크 알레스      | 2002–03   | 19   | 1    | 0    | 0    | —          | —          | —    | —    | 19   | 1    |
| 올랭피크 알레스      | 합계      | 19   | 1    | 0    | 0    | —          | —          | —    | —    | 19   | 1    |
| 스타드 브레스트 29   | 2003–04   | 35   | 3    | 2    | 1    | —          | —          | —    | —    | 37   | 4    |
| 스타드 브레스트 29   | 합계      | 35   | 3    | 2    | 1    | —          | —          | —    | —    | 37   | 4    |
| FC 메스              | 2004–05   | 20   | 1    | 2    | 0    | —          | —          | —    | —    | 22   | 1    |
| FC 메스              | 합계      | 20   | 1    | 2    | 0    | —          | —          | —    | —    | 22   | 1    |
| 갈라타사라이 SK      | 2004-05   | 14   | 0    | 3    | 1    | —          | —          | —    | —    | 17   | 1    |
| 갈라타사라이 SK      | 합계      | 14   | 0    | 3    | 1    | —          | —          | —    | —    | 17   | 1    |
| 올랭피크 드 마르세유 | 2005–06   | 35   | 6    | 6    | 3    | (C3) 12    | 3          | —    | —    | 53   | 12   |
| 올랭피크 드 마르세유 | 2006–07   | 25   | 5    | 8    | 1    | (C3) 5     | 1          | —    | —    | 38   | 7    |
| 올랭피크 드 마르세유 | 합계      | 60   | 11   | 14   | 4    | 17         | 4          | —    | —    | 91   | 19   |
| FC 바이에른 뮌헨     | 2007–08   | 28   | 11   | 5    | 3    | 11         | 3          | 2    | 3    | 46   | 20   |
| FC 바이에른 뮌헨     | 2008–09   | 25   | 9    | 3    | 1    | 8          | 4          | —    | —    | 36   | 14   |
| FC 바이에른 뮌헨     | 2009–10   | 19   | 4    | 4    | 2    | 7          | 1          | —    | —    | 30   | 7    |
| FC 바이에른 뮌헨     | 2010–11   | 25   | 7    | 3    | 2    | 4          | 2          | —    | —    | 32   | 11   |
| FC 바이에른 뮌헨     | 2011–12   | 32   | 12   | 4    | 2    | 14         | 3          | —    | —    | 50   | 15   |
| FC 바이에른 뮌헨     | 2012–13   | 27   | 10   | 3    | 0    | 12         | 1          | 1    | 0    | 43   | 11   |
| FC 바이에른 뮌헨     | 2013-14   | 22   | 10   | 4    | 1    | 10         | 3          | 3    | 2    | 39   | 16   |
| FC 바이에른 뮌헨     | 2014-15   | 15   | 5    | 2    | 1    | 6          | 3          |      |      | 23   | 9    |
| FC 바이에른 뮌헨     | 2015-16   | 13   | 2    | 2    | 0    | 7          | 0          |      |      | 22   | 2    |
| FC 바이에른 뮌헨     | 2016-17   | 22   | 5    | 3    | 0    | 6          | 0          | 1    | 0    | 32   | 5    |
| FC 바이에른 뮌헨     | 2017-18   | 20   | 5    | 5    | 1    | 8          | 0          | 1    | 0    | 34   | 6    |
| FC 바이에른 뮌헨     | 2018-19   | 25   | 6    | 5    | 0    | 7          | 1          | 1    | 0    | 38   | 7    |
| FC 바이에른 뮌헨     | 합계      | 273  | 86   | 43   | 12   | 100        | 21         | 9    | 5    | 425  | 124  |
| ACF 피오렌티나       | 2019-20   | 21   | 3    |      |      |            |            |      |      | 21   | 3    |
| ACF 피오렌티나       | 2020-21   | 29   | 2    | 1    | 0    |            |            |      |      | 30   | 2    |
| ACF 피오렌티나       | 합계      | 50   | 5    | 1    | 0    | -          | -          | -    | -    | 51   | 5    |
| US 살레르니타나      | 2021-22   | 23   | 0    |      |      |            |            |      |      | 23   | 0    |
| US 살레르니타나      | 2022-23   | 1    | 0    | 1    | 0    |            |            |      |      | 2    | 0    |
| US 살레르니타나      | 합계      | 24   | 0    | 1    | 0    | -          | -          | -    | -    | 25   | 0    |
| 경력 합계            | 경력 합계 | 523  | 114  | 55   | 14   | 116        | 24         | 21   | 9    | 715  | 161  |

*유럽클럽대회: C1챔피언스 리그, C2컵위너스컵, C3유에파컵(유로파 리그)

### 국가대표팀
2014년 8월 1일 기준.
| 국가대표팀 | 시즌 | 출전 | 득점 |
| ---------- | ---- | ---- | ---- |
| 프랑스     | 2006 | 15   | 1    |
| 프랑스     | 2007 | 9    | 1    |
| 프랑스     | 2008 | 8    | 3    |
| 프랑스     | 2009 | 8    | 2    |
| 프랑스     | 2010 | 7    | 0    |
| 프랑스     | 2011 | 8    | 0    |
| 프랑스     | 2012 | 14   | 4    |
| 프랑스     | 2013 | 11   | 5    |
| 프랑스     | 2014 | 1    | 0    |
| 합계       | 합계 | 81   | 16   |

### 국가대표팀 득점 기록
| #  | 날짜             | 경기장                           | 상대           | 점수  | 최종결과 | 대회                    |
| -- | ---------------- | -------------------------------- | -------------- | ----- | -------- | ----------------------- |
| 1  | 2006년 6월 27일  | AWD-아레나, 하노버               | 스페인         | 1 – 1 | 1 – 3    | 2006년 FIFA 월드컵      |
| 2  | 2007년 6월 2일   | 스타드 드 프랑스, 생드니         | 우크라이나     | 1 – 0 | 2 – 0    | UEFA 유로 2008 예선     |
| 3  | 2008년 3월 26일  | 스타드 드 프랑스, 생드니         | 잉글랜드       | 1 – 0 | 1 – 0    | 친선경기                |
| 4  | 2008년 6월 3일   | 스타드 드 프랑스, 생드니         | 콜롬비아       | 1 – 0 | 1 – 0    | 친선경기                |
| 5  | 2008년 10월 11일 | 스타디오눌 파룰, 콘스탄차        | 루마니아       | 2 – 1 | 2 – 2    | 2010년 FIFA 월드컵 예선 |
| 6  | 2009년 3월 28일  | 다류스 기레나스 경기장, 카우나스 | 리투아니아     | 0 – 1 | 0 – 1    | 2010년 FIFA 월드컵 예선 |
| 7  | 2009년 4월 1일   | 스타드 드 프랑스, 생드니         | 리투아니아     | 1 – 0 | 1 – 0    | 2010년 FIFA 월드컵 예선 |
| 8  | 2012년 5월 27일  | 스타드 뒤 에노, 발랑시엔         | 아이슬란드     | 2 – 2 | 3 – 2    | 친선경기                |
| 9  | 2012년 5월 31일  | 스타드 오귀스트 들로네, 랭스     | 세르비아       | 1 – 0 | 2 – 0    | 친선경기                |
| 10 | 2012년 6월 5일   | MM아레나, 르망                   | 에스토니아     | 1 – 0 | 4 – 0    | 친선경기                |
| 11 | 2012년 9월 11일  | 스타드 드 프랑스, 생드니         | 벨라루스       | 3 – 1 | 3 – 1    | 2014년 FIFA 월드컵 예선 |
| 12 | 2013년 3월 22일  | 스타드 드 프랑스, 생드니         | 조지아         | 3 – 0 | 3 – 1    | 2014년 FIFA 월드컵 예선 |
| 13 | 2014년 11월14일  | 호멜 센트럴 스타디움             | 벨라루스       | 1 - 1 | 2 - 4    | 2014년 FIFA 월드컵 예선 |
| 14 | 2014년 11월14일  | 호멜 센트럴 스타디움             | 벨라루스       | 2 - 2 | 2 - 4    | 2014년 FIFA 월드컵 예선 |
| 15 | 2013년 10월 11일 | 파르크 데 프랭스, 파리           | 오스트레일리아 | 1 – 0 | 6 – 0    | 친선경기                |
| 16 | 2013년 10월 15일 | 스타드 드 프랑스, 생드니         | 핀란드         | 1 – 0 | 3 – 0    | 2014년 FIFA 월드컵 예선 |

## 수상 내역

#### 갈라타사라이 SK
- 튀르키예 쿠파스 : 2004-05

#### 올랭피크 드 마르세유
- UEFA 인터토토컵: 2005

#### FC 바이에른 뮌헨
- 분데스리가 : 2007–08, 2009–10, 2012–13, 2013–14, 2014–15, 2015–16, 2016–17, 2017–18, 2018–19
- DFB-포칼 : 2007–08, 2009–10, 2012–13, 2013–14, 2015–16, 2018–19
- DFB-리가포칼 : 2007
- DFL-슈퍼컵 : 2012, 2016, 2017, 2018
- UEFA 챔피언스리그 : 2012-13
- UEFA 슈퍼컵 : 2013
- FIFA 클럽 월드컵 : 2013

#### 프랑스
- FIFA 월드컵 : 준우승 (2006)

### 개인
- FIFA 발롱도르 : 3위 (2013)
- UEFA 올해의 선수 : 2013
- UEFA 올해의 팀 : 2008, 2013
- UEFA 챔피언스리그 도움왕 : 2012-13
- 리그 1 신인왕 : 2005-06
- 리그 1 올해의 팀 : 2005-06
- 리그 1 올해의 골 : 2005-06
- 리그 1 이 달의 선수 : 04년 8월, 05년 10월, 11월, 06년 4월
- 옹즈 드 브롱즈 : 2006, 2008
- 프랑스 올해의 축구 선수: 2007, 2008, 2013
- ESM 올해의 팀: 2007-08, 2012-13
- 독일 올해의 축구 선수: 2008
- VDV 올해의 선수 : 2007-08
- VDV 올해의 팀 : 2008-09, 2011-12, 2012-13, 2013-14
- 분데스리가 올해의 선수 : 2012-13
- 분데스리가 도움왕 : 2010–11, 2011–12, 2012–13
- 키커 분데스리가 올해의 팀 : 2007–08, 2008–09, 2011–12, 2012–13, 2013–14
- UEFA 슈퍼컵 MoM : 2013
- FIFA 클럽 월드컵 골든볼 : 2013
- FIFA 클럽 월드컵 파이널 MoM : 2013
- DFB 포칼 도움왕 : 2016-17
- FIFA/FIFPro월드 베스트 XI : 2013
- 글로브사커 어워드 올해의 선수 : 2013
- 키커 올해의 선수 : 2013
- 세리에 A 이 달의 선수 : 19년 9월
- 피오렌티나 올해의 선수 : 2019-20

## 참조
1. ↑  프랑크 리베리의 경력 통계는 다음의 출처에 있다.[37][38][40][203][204]
[205]
[206][207]